# Oratorio del Santissimo Crocifisso (Pelago)

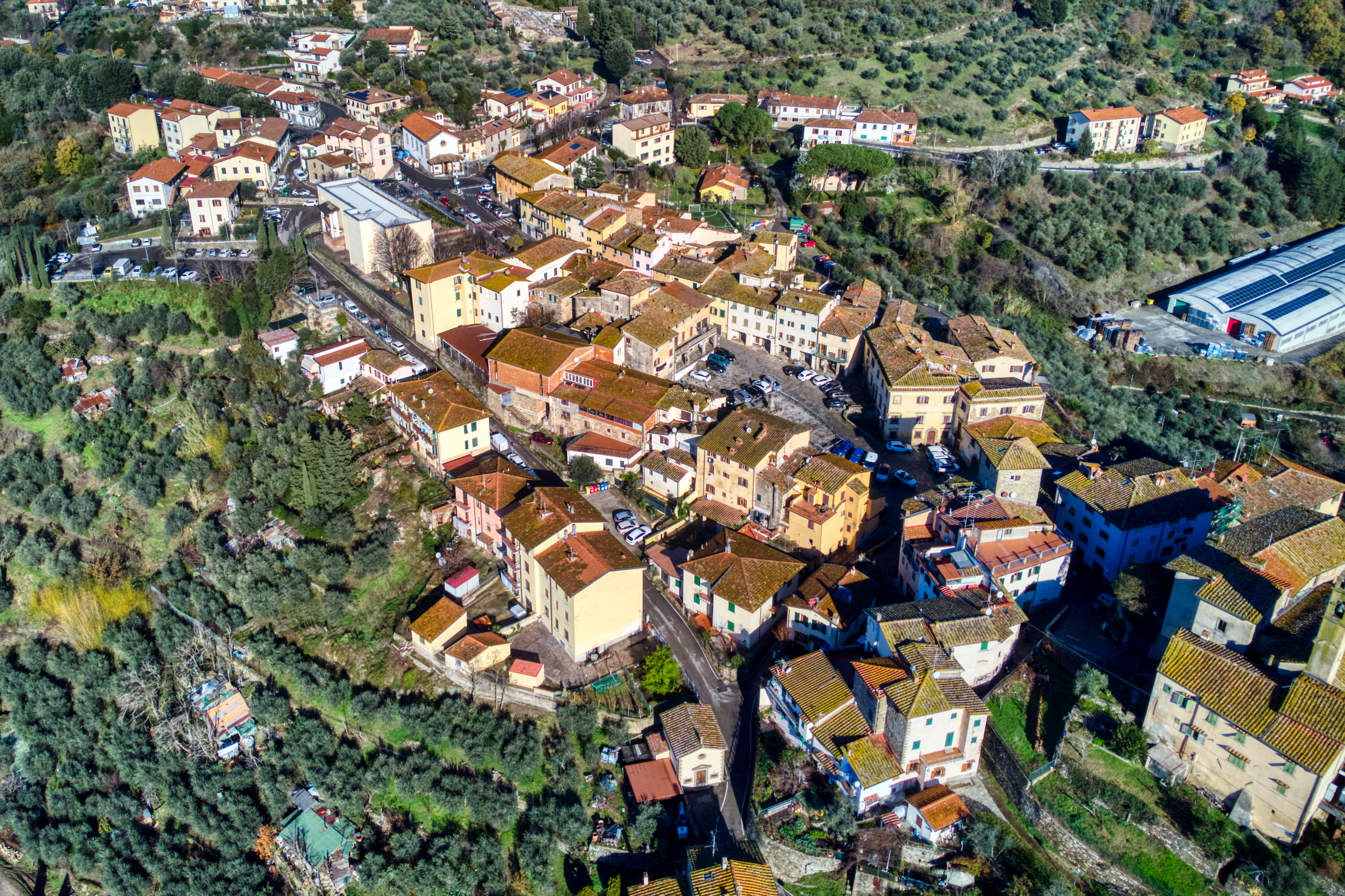
Oratorio del Santissimo Crocifisso a Pelago

L'oratorio del Santissimo Crocifisso della Compagnia della Visitazione si trova nel comune di Pelago, in provincia di Firenze.

## Storia e descrizione
L'edificio fu edificato dalla Compagnia della Visitazione, esistente almeno dal 1574, ala metà del secondo decennio del Seicento ed era corredato di un solo altare che recava la tela di Ulisse Giocchi di tale soggetto oggi in San Clemente. Diversi interventi di restauro effettuati durante la prima metà del Settecento portarono ad un notevole ampliamento dell'oratorio, al rialzamento del soffitto dell'unica navata, alla costruzione dell'arcone del presbiterio e del nuovo portale d'ingresso. Dopo la soppressione della Compagnia, la chiesa rimase sempre aperta al culto anche in ragione del veneratissimo Crocifisso quattrocentesco ancora in loco. L'edificio andò quasi completamente distrutto durante la guerra ad eccezione dell'arcone del presbiterio, di parte della facciata e del loggiato antistante.
L'interno ad aula unica conserva soltanto, all'altare maggiore, il menzionato Crocifisso forse del secondo decennio del secolo XV, oggetto per secoli di straordinaria devozione popolare.